# Telent
Das Unternehmen telent  ist ein im Jahr 2006 aus der ehemaligen Marconi Corporation plc hervorgegangenes britisches Unternehmen, welches Netzwerkkomponenten vertreibt und Dienstleistungen im Bereich der Netzwerktechnik anbietet. Die Gründung wurde notwendig, da die Marke Marconi samt dem größten Teil der produzierenden Geschäftsfelder der ehemaligen Marconi Corporation plc von Ericsson übernommen wurde.
Ericsson hat sich dazu verpflichtet, in Großbritannien telent im Service-Bereich eine Vorzugsposition einzuräumen. Von der britischen telent wurden ein Großteil der Beschäftigten und deren Pensionsansprüche von der Marconi Corporation übernommen. Im Jahr 2007 wurde das kurzzeitig börsennotierte Unternehmen telent vom eigenen Pensionsfonds übernommen und in Folge von der Börse genommen.
In Deutschland entstand aus den verbleibenden deutschen Tochteraktivitäten die Telent GmbH mit Sitz in Backnang. 2009 übernahm Telent GmbH die ADC Services GmbH, es folgte 2011 die Übernahme der Telent GmbH von der Euromicron. Ende Dezember 2019 übernahm die Bremer Zech Group alle 16 Tochtergesellschaften von Euromicron, darunter auch die telent GmbH.